# Dihidroergokriptin
Dihidroergokriptin (Almirid, Cripar) je dopaminski agonist iz ergolinske hemijske klase, koji se koristi kao antiparkinsonski agens za migrensku profilaksu, kao i za treatman niskog krvnog pritiska kod pacijenata u godinama i za periferne vaskularne poremećaje. On se često koristi u kombinaciji sa dva slična jedinjenja, dihidroergokorninom i dihidroergokristinom. Ta smeša se naziva ergoloid ili kodergokrin.

## Spoljašnje veze
|  | Molimo Vas, obratite pažnju na važno upozorenje u vezi sa temama iz oblasti medicine (zdravlja). |